# Меншевики
Меншевиките са членовете на умереното крило на Руската социалдемократическа работническа партия (РСДРП). Техни лидери са Юлий Мартов, Александър Мартинов, Павел Акселрод, Георгий Плеханов, Фьодор Дан, Ираклий Церетели и др.
Разколът в РСДРП на болшевики и меншевики се състои на II конгрес на партията, при гласуване на точка 1 от партийната програма. Болшевиките са за твърд курс на хегемонията на пролетариата в бъдещата революция (която към онзи момент въобще не е била сигурна, преди да се създаде революционна ситуация с Първата световна война). Ленин иска да създаде сплотена, боева и добре организирана и дисциплинирана пролетарска партия. Мартовците (последователите на Мартов) в РСДРП са повече за свободното сдружаване, като се ръководят от либералната буржоазия. Привържениците на Ленин обаче настояват за „програма максимум“, с която се цели пълно унищожаване на буржоазната класа и създаване на бъдещо управление на работниците, докато мартовците са за „програма минимум“, вземайки предвид интересите на дребната буржоазия и селяните. По този критерий партията се разделя на „болшевики“ и „меншевики“ (тоест представители на мнозинството и малцинството).
В бъдеще тези групи нееднократно опитват да се слеят, както е било първоначално. Оказва се обаче, че разделението е окончателно, макар мнозина от бъдещите съветски герои да прихождат от меншевиките към болшевиките или обратно, като например Троцки.
Наименованието „меншевики“ е неофициално и се има като означение на социалдемократическото идеологическо крило. Те остават основната партийна фракция след напускането на болшевиките, когато създават своята отделна партия РСДРП (болшевики). След Февруарската революция (1917) меншевиките участват във Временното правителство и имат голямо влияние в съветите.
Меншевиките, за разлика от болшевиките, нямат толкова широко влияние в руското общество след Октомврийската революция в страната, като при това често се противопоставят на болшевиките. Дейността им в страната е забранена през март 1921 година.
Съдбата на по-голямата част от меншевиките е трагична – мнозина от тях са преследвани по време на „червения терор“ на Гражданската война, други са принудени да емигрират, някои са репресирани след публичния процес срещу тях, проведен в 1931 г. Редица меншевики официално си променят политическите убеждения, успяват да оцелеят и дори да постигнат значими партийни и държавни позиции като Андрей Вишински.
Последните остатъци от меншевишко влияние в СССР са премахнати по време на Голямата чистка в края на 1930-те години.